# Bengeo
Bengeo är en socken i Hertfordshire, England. Bengeo var en civil parish fram till 1894 när blev den en del av Bengeo Rural och Bengeo Urban. Den hade 2 586 invånare år 1891. Den nämns i Domesday Book där den heter "Belingehou". Bengeo ligger på en upphöjning mellan floderna Beane och Rib med utsikt över parken Hartham Common och resten av staden Hertford.

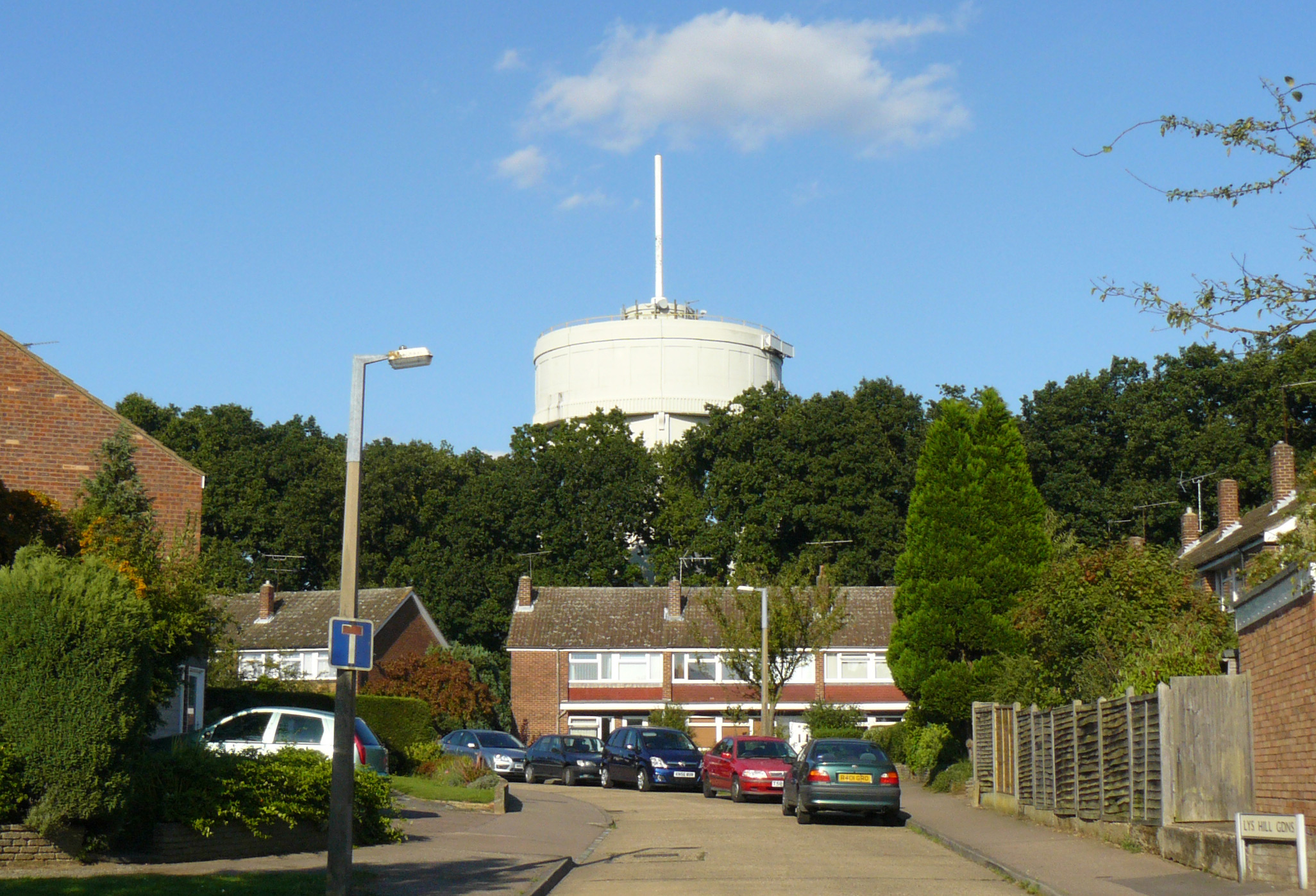
Vattentornet i Bengeo.